# Edward Ngara
Edward Ngara – salomoński trener piłkarski.

## Kariera trenerska
Od 1995 do 1996 prowadził narodową reprezentację Wysp Salomona.